# 阿尔哈茨贝格
阿尔哈茨贝格是奥地利下奥地利州阿姆施泰滕县的一个市镇。总面积21.34平方公里，总人口1919人，人口密度89.9人/平方公里（2001年）。